# Sehol E20X
O Sehol E20X é um SUV crossover elétrico subcompacto produzido sob a marca Sehol da JAC Motors .

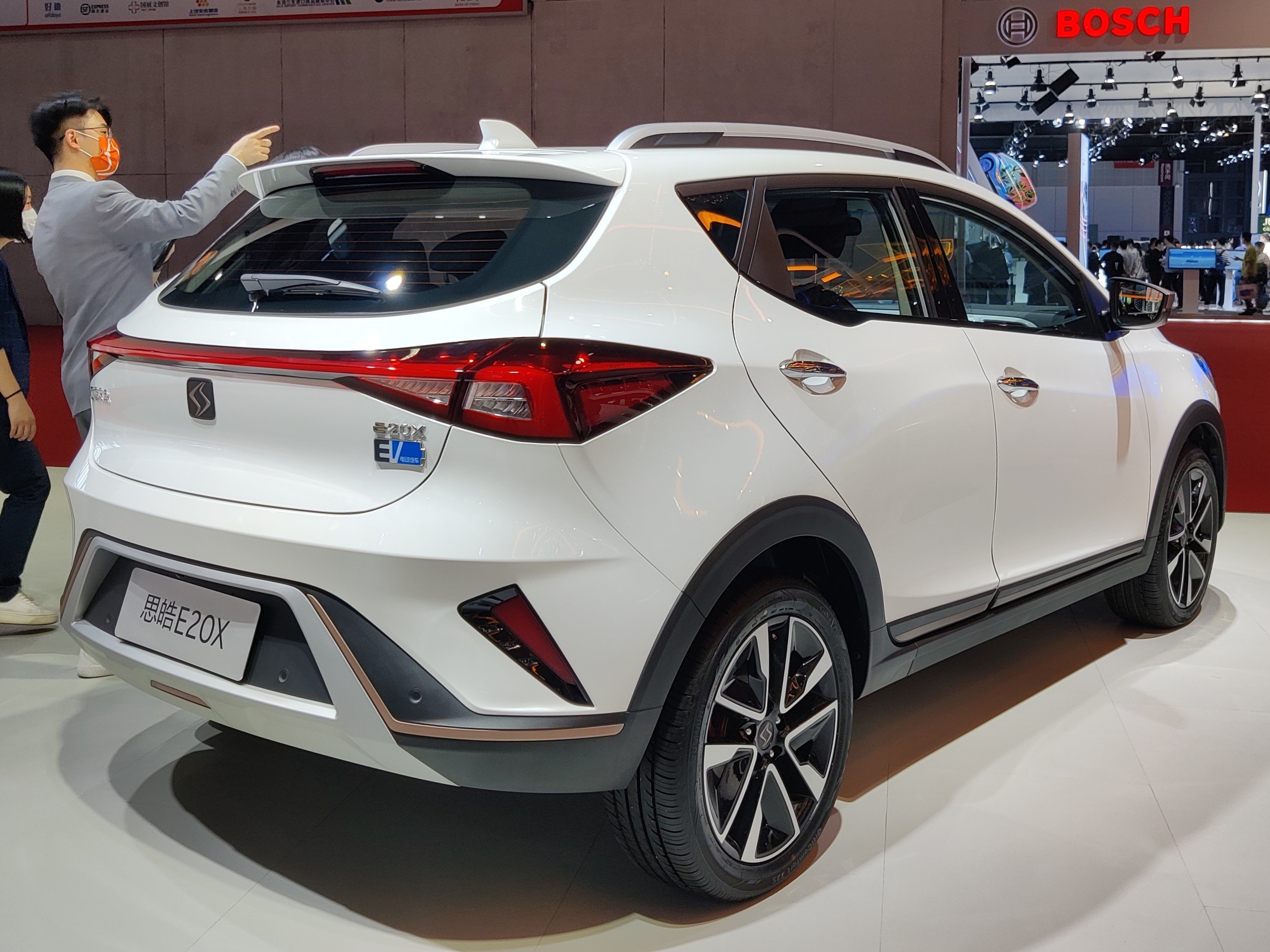
Sehol E20X traseira

O Sol E20X é o primeiro carro produzido pela Sehol ou, originalmente, Sol. O carro estreou durante o Salão do Automóvel de Pequim de 2018 e é baseado no JAC Refine S2 e no JAC iEV7S, enquanto apresenta uma nova frente que lembra a frente de um SEAT devido aos planos anteriores de trazer veículos SEAT eletrificados para a China sob a marca Sol. O carro só está disponível na China como um veículo elétrico.
Sehol ou Sol é uma marca de automóveis lançada em 24 de abril de 2018 pela joint venture SEAT e JAC Volkswagen Automotive Co., Ltd., e o Sehol E20X é o primeiro produto da marca.

### Trem de força
A produção E20X é alimentada por um motor síncrono de ímã permanente com potência máxima de 92 kW (123 cv) e torque máximo de 270 Nm. A bateria é a bateria cilíndrica 21700 fornecida pela Tianjin Lishen com capacidade de 49,5 kWh, e o alcance declarado pelo MIIT é de 249 milhas (402 km), leva cerca de 50 minutos para carregar de 15% a 80%.

O E20X possui um painel de instrumentos LCD de 7 polegadas de alta definição e uma alavanca de câmbio eletrônica com costuras de couro. Os assentos são feitos de Alcantara e couro. Os modelos de acabamento superior apresentam entrada sem chave, partida por botão, tela sensível ao toque de controle central de 8 polegadas, assistência de estacionamento de 360 °, monitoramento de ponto cego, conexão de rede sem fio 4G, abertura da tampa da porta de carregamento com um botão, controle de voz, controle remoto e sistema de purificação de ar.